# Enrique Monroy Sánchez
Enrique Monroy Sánchez, nacido en Zapopan, Jalisco el 28 de noviembre de 1984, es un político mexicano, miembro del Partido Acción Nacional (PAN). Estudió Administración de Empresas en el Instituto Tecnológico de Colima y cuenta con tres carreras técnicas.[cita requerida]
Fue Secretario de Acción Juvenil del Comité directivo Municipal de Villa de Álvarez del PAN y Diferentes cargos dentro del partido, tanto a nivel Municipal como Estatal.
De 2003 a 2006 fue Suplente de la regidora Brenda del Carmen Gutiérrez Vega en el Ayuntamiento de Villa de Álvarez, Trabajó en la LV Legislatura del Congreso del Estado de Colima, Como Asesor del Grupo Parlamentario de Acción Nacional. Fue Secretario del Ayuntamiento de Villa de Álvarez, Director de Participación Ciudadana, Secretario Particular de Presidente Municipal.
Actualmente es el  Presidente Municipal del Mismo Municipio
Hasta la fecha pertenece al Partido Acción  Nacional y es un personaje clave en las Elecciones del Estado 